# Брід (фільм)
«Брід» (рос. «Брод») — російський радянський фільм режисера  Андрія Добровольського. Випущений у прокат кіностудією «Мосфільм» у 1987 році.

## Сюжет
Перший план картини — на високому березі широкої і холодної річки, що повільно тече, завмерли чотири вершники.
1941 рік. Велике місто, окуповане фашистами. Мати з двома синами, десяти і п'яти років, повертаються у велику квартиру, після того, як їхній поїзд розбомбили. Батько хлопчиків — професор, декан університету, на фронті у Червоній армії. До них часто приходить німецький офіцер Ленц, який на початку тридцятих років був аспірантом батька, відвідував цей будинок і з тих пір не байдужий до матері хлопчиків. Він підтримує сім'ю, приносячи їжу. Брати часто розглядають альбом з гравюрами Альбрехта Дюрера. Це величезна книга, в обкладинку якої вмонтована медаль — нагорода батькові від Празького університету. Найчастіше вони розглядають гравюру «Вершники Апокаліпсису». Одного разу молодший хлопчик червоним грифелем малює зірки на чорно-білих вершниках…
У підвалі будинку деякий час ховається подруга Матері, щоб не бути вивезеною у Німеччину. До хати заходять поліцаї, один з них, теж довоєнний співробітник батька, вмовляє Матір піти на роботу до німців заради порятунку дітей. Мати відмовляється.
Багаторазово повторюється сцена улюбленої довоєнної гри батька з дітьми, вони весело кружляють по залитій світлом кімнаті: «Місяць обертається навколо Сонця і завжди повернений до нього однією стороною!». Ігри дітей стають дедалі більш похмурими. З сумними дорослими людьми вони грають у «барахолку» та в «приведення у виконання смертної кари через повішення». Одна така гра призводить до смерті Ленца, коли в нього помилково жбурнув гранату старший син.
Мати і діти тікають з міста…

## У ролях
- Альбіна Матвєєва —  Мати
- Юрій Звягінцев —  молодший син
- Валерій Уланов —  старший син
- Сулев Луйк —  Губарь
- Віктор Гайнов —  переслідувач
- Євген Данчевський —  поліцай
- Микола Кузьмін —  поліцай
- Валерій Колесников —  поліцай

## Знімальна група
- Режисер —  Андрій Добровольський, Георгій Дульцев
- Сценарист — Владислав Семернін
- Оператор —  Юрій Райський
- Композитор —  Микола Каретников
- Художник — Ірина Шляпникова